# Swarovski Optik
 (août 2015).
Si vous disposez d'ouvrages ou d'articles de référence ou si vous connaissez des sites web de qualité traitant du thème abordé ici, merci de compléter l'article en donnant les références utiles à sa vérifiabilité et en les liant à la section « Notes et références ».

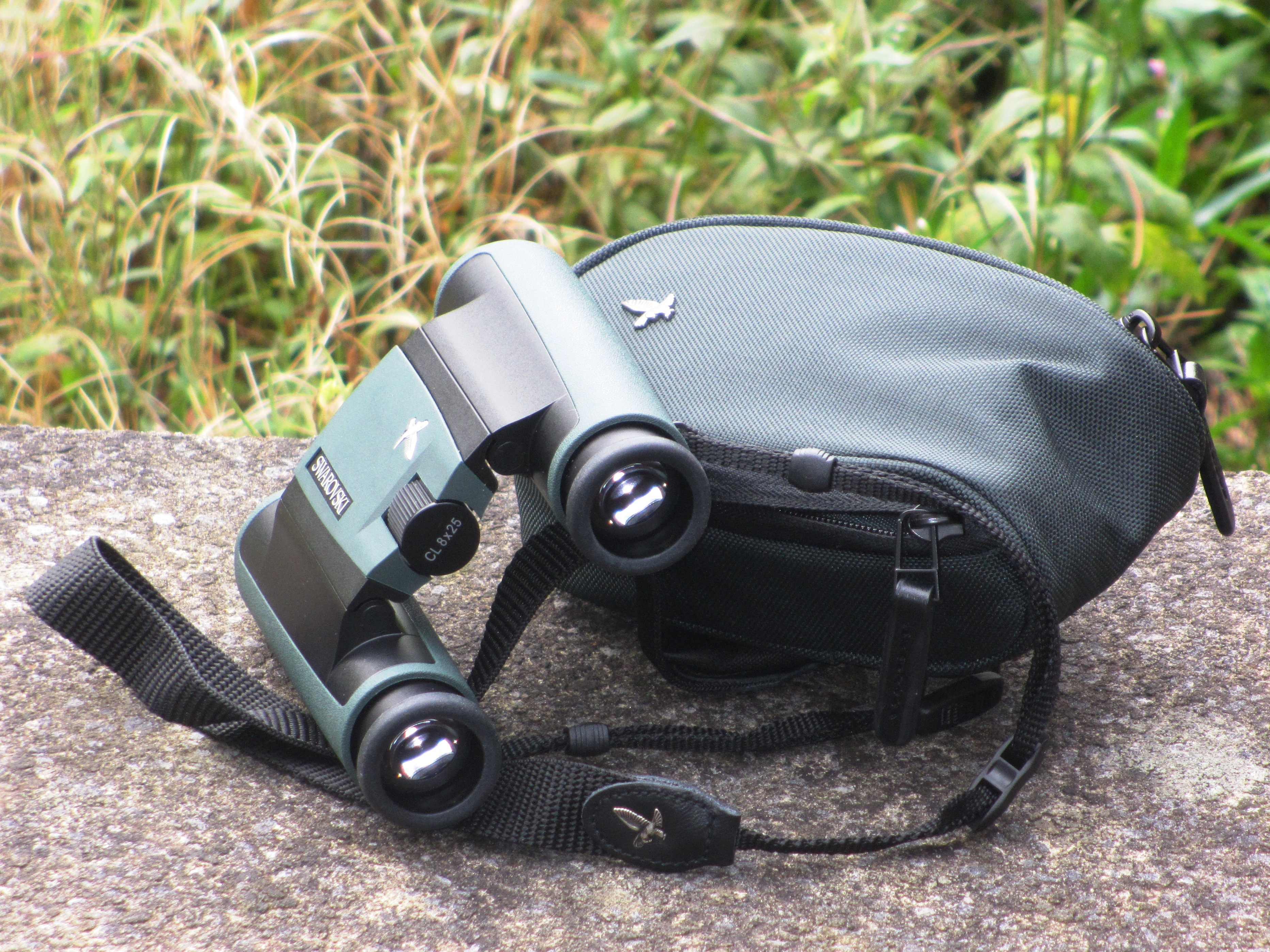
Jumelles Swarovski CL 8x25

Swarovski Optik est une division de Swarovski International Holdings spécialisée dans la fabrication d'instruments optiques de haute qualité. 

## Aperçu
La compagnie, fondée en 1949 en Autriche, est spécialisée dans le développement et la manufacture d'instruments optiques à longue portée haut-de-gamme, incluant jumelles, télescopes d'observation, lunettes de visée, instruments optroniques et de vision nocturne. 
Le chiffre d'affaires en 2013 a atteint les 123,6 millions contre 117,6 millions en 2012 avec un taux à l'export de 90 %. Plus de 800 personnes travaillent au sein de la compagnie.
Swarovski Optik a reçu un Royal Warrant en 2009 de la part d'Élisabeth II.

## Histoire
Wilhelm Swarovski, fils du créateur de la société Swarovski, passionné d'astronomie, utilise les techniques de la société pour la taille des pierres précieuses afin de créer les prismes ses propres jumelles en 6x30.
En 1949, dans le Tyrol, à Absam, la compagnie Swarovski Optik KG est constituée et lance sa série de jumelles Habicht 7x42. Suivent en 1959 une lunette de visée, en 1967 une lunette de visée rétractable. En 1971, Swarovski Optik produit les premières jumelles à monture plastique. Suivront par la suite une lunette d'observation (1991), une lunette de visée avec télémètre laser (1995) ou  avec un zoom de 6 (2007).